# CS-260
De CS-260 (Carretera Secundaria 260) is een secundaire weg in Andorra. De weg verbindt El Tarter via Ransol met de Coma de Ransol en is ongeveer vier kilometer lang.